# Kalat Bani Hammad

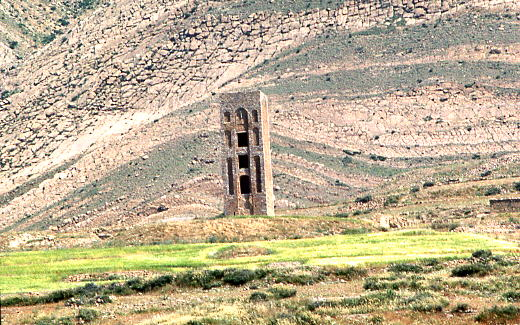
Minaret w Beni Hammad

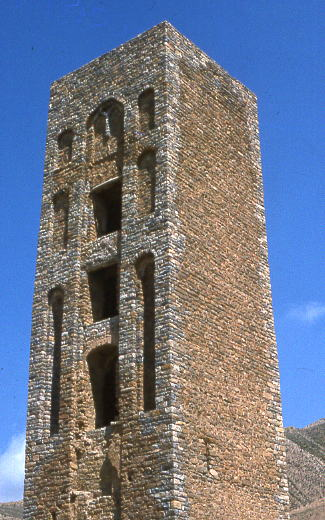
Minaret z bliska

Bani Hammad (arab. قلعة بني حماد = Kalat Bani Hammad) – stanowisko archeologiczne w Algierii umieszczone na
liście światowego dziedzictwa kulturowego UNESCO. Jest zlokalizowane w górach północno-wschodniej części prowincji Al-Masila niedaleko miasta Biszara około 225 km na południowy wschód od Algieru. Zostało wpisane na listę światowego dziedzictwa w 1980.
Było pierwszą stolicą państwa Hammadydów, którą założono w 1007, a zniszczono w 1152.
Szczególnie godnym uwagi zabytkiem miasta jest jego wielki meczet.